# Георги Стаматов (писател)
Вижте пояснителната страница за други личности с името Георги Стаматов.
Георги Порфириев Стаматов е съдия и писател в България от имигрирало семейство на бесарабски българи.

## Биография
Учи в Южнославянския пансион при Тодор Минков. След Руско-турската освободителна война се преселва в България с баща си юриста Порфирий Стаматов през 1879 г.
Завършва военното училище в София с чин подпоручик. Служи за кратко като офицер в артилерията. Завършва право в Софийския университет.
Сред многото познати и приятели на Стаматов и съпругата му Верочка (Вера) е лидерът на широките социалисти депутатът Янко Сакъзов, който е женен за писателката Ана Карима, с която имат 3 деца. Вера Стаматова и Янко Сакъзов обаче се влюбват и той се развежда с Ана. Стаматов хваща Вера под ръка, отвежда я при Сакъзов и си тръгва сам.
Стаматов работи като съдия в Кюстендил, Трън и София. След приключването на съдийската си кариера наема (през 1928 г.) за свой дом 3-тия етаж на красивата къща на улица „Юрий Венелин“ 11.
Пише основно разкази. Литературната си дейност започва през 90-те години на XIX век, дебютирайки през 1891 г. със стихотворението „Невесел е за мен денят“. Първия си разказ публикува в списание „Мисъл“ през 1893 г.
Сътрудничи на списанията „Мисъл“, „Съвременник“, „Листопад“, „Златорог“, „Македоно-одрински преглед“. Близък сътрудник на Македонския таен революционен комитет в Женева. Той е и една от най-солидните връзки на комитета с руските анархисти. За кратко участва в дейността на Вътрешната македоно-одринска революционна организация.

## Памет
На Георги Стаматов е наречена улица в квартал „Надежда III“ в София и улица във варненския квартал Аспарухово. (Карта).

## Произведения
Разкази
- „Паладини“
- „Малкият Содом“
- „Вирянов“
- „Нарзанови“
- „Чардафон Великий“
- „Picnic“
- „Венски“
- „В миши дупки“
- „За едно кътче на душата“
- „Бивши Лермонтов“
- „Старият прокурор“
- „Скитници-рицари“
- „В кабинетна мъгла“
- „Шурочка“
- „На котва“

Други
- „Невесел е за мен денят“ – стихотворение
- „Вестовой Димо“ – книга
- „Прашинки“ (1934) – сборник
- „Рибари“ (1942) – роман